# 1186
سنة 1186 كانت سنة بسيطة تبدأ يوم الأربعاء (الرابط يظهر نموذج التقويم الكامل للسنة) من التقويم اليولياني.

## مواليد
- أوقطاي خان.
- ابن عميرة المخزومي.
- البهاء زهير.

## وفيات
- بلدوين الخامس
- جيوفري الثاني دوق بريتاني.
- عصمة الدين خاتون.
- وليم الصوري.